# 2009年のサッカー
2009年のサッカー（2009ねんのサッカー）では、2009年（平成21年）における、日本および世界のサッカー界の動向をまとめる。

## できごと

### 1月
- 1月1日 - 第88回天皇杯全日本サッカー選手権大会決勝で、ガンバ大阪が柏レイソルを延長の末1-0で下し、前身の松下電器以来18年ぶり2度目の優勝。AFCチャンピオンズリーグ2009への出場権（同大会連覇への挑戦権）を獲得。
- 1月12日 - 第87回全国高等学校サッカー選手権大会決勝で、広島皆実が鹿児島城西を3-2で下し、同校としては初、広島県勢としても41年ぶりの選手権優勝。

### 6月
- 6月3日 ACミランのカカが当時歴代2位となる移籍金6500万ユーロでレアル・マドリードに移籍[1]。
- 6月6日 - 2010 FIFAワールドカップ・アジア最終予選Aグループ : 日本対ウズベキスタンがウズベキスタンの首都タシュケントで行われ、日本が1-0でウズベキスタンを下し、グループ2位以内を確定させて2010 FIFAワールドカップ南アフリカ大会の出場権を獲得。
- 6月11日 - マンチェスター・ユナイテッドのクリスティアーノ・ロナウドが当時歴代最高額となる移籍金8000万ポンド（約9400ユーロ）でレアル・マドリードに移籍（従来の最高額は2001年のジネディーヌ・ジダンの1500億リラ（約7600万ユーロ）、後の2013年にガレス・ベイルが更新）[2]。
- 6月30日 - J1ヴィッセル神戸のカイオ・ジュニオール監督が辞任、後任に和田昌裕統括本部長。

### 7月
- 7月14日 - J1大分トリニータがペリクレス・シャムスカ監督を成績不振で解任。
- 7月15日 - J1柏レイソルが高橋真一郎監督を解任、新監督決定まで井原正巳ヘッドコーチが代行。

### 9月
- 9月12日 - J1第25節鹿島アントラーズ対川崎フロンターレ（カシマサッカースタジアム）戦が試合途中から豪雨に見舞われ、後半29分、川崎が3-1でリードしている時に試合が中断し、ピッチコンディションの回復を待ったが、審判団とマッチコミッショナーなどの協議で試合続行不可能と判断され中止。
- 9月15日 - Jリーグ理事会が開催され、12日に豪雨の為試合途中に中止となったJ1第25節鹿島アントラーズ対川崎フロンターレ（カシマサッカースタジアム）戦を試合中止時点の後半29分より10月7日に再開される事が決定。12日の試合はJリーグ初のサスペンデッドゲームになった。

### 10月
- 10月7日 - 9月15日にサスペンデッドゲームになったJ1第25節鹿島アントラーズ対川崎フロンターレ（カシマサッカースタジアム）の再開試合が行われ、3-2で川崎フロンターレが勝利。
- 10月24日 - J1第30節大分トリニータが京都サンガと1-1で引き分けJ2降格が決定。

### 11月
- 11月3日 - ヤマザキナビスコカップ決勝戦が国立霞ヶ丘競技場陸上競技場で行われ、FC東京が川崎フロンターレを2-0で破り、5年ぶり2度目の優勝を果たす。
- 11月8日
  - ジェフ千葉がJ1第31節の川崎フロンターレ戦に2-3で敗れ、J2降格が決定。日本サッカーリーグ (JSL) 時代から続いていた1部リーグの連続在籍が45シーズンでストップ。1965年に古河電気工業サッカー部として旧日本サッカーリーグの発足に参加して以来トップのリーグ所属を守り通してきた唯一のクラブだったが、初の下部リーグ陥落となった。
  - セレッソ大阪がJ2第48節・ザスパ草津戦に5-0で勝利、3位以内が確定し4年ぶりのJ1昇格が決定、又ベガルタ仙台も水戸ホーリーホックを4-0で下し、湘南ベルマーレが東京ヴェルディと2-2で引き分け、ヴァンフォーレ甲府がアビスパ福岡に2-1で敗れた為3位以内が確定し7年ぶりのJ1昇格が決定。
- 11月24日 - アジア年間最優秀選手賞にガンバ大阪の遠藤保仁が選出された。日本人選手の受賞は7年ぶり。
- 11月28日 - 柏レイソルがJ1第33節の大宮アルディージャ戦に1-1で引き分け、ジェフ千葉に続いて来年のJ2降格が決定。来季からJ1で千葉県をホームタウンとするチームが消滅。
- 11月30日 - JFLで4位となったJリーグ準加盟のニューウェーブ北九州が、この日のリーグ臨時理事会で正式加盟を承認された。2010年のJリーグ2部はチーム数が19に。

### 12月
- 12月4日（現地時間） - 翌年6月に開幕するFIFAワールドカップ・南アフリカ大会の組み合わせ抽選会が行われ、日本はグループEとなり、カメルーン、オランダ、デンマークと同組になることが決定。
- 12月5日
  - 鹿島アントラーズがJ1最終節浦和レッドダイヤモンズ戦に1-0で勝ちリーグ初の3連覇、旧・日本リーグ時代を含めると1965～68年に4連覇した東洋工業（サンフレッチェ広島の前身）以来、42年ぶりに1部リーグ3連覇を達成。
  - 湘南ベルマーレがJ2最終節の水戸ホーリーホック戦に3-2で勝ち3位が確定、1999年以来11年ぶりのJ1昇格（当時はベルマーレ平塚）を決定。
- 12月7日 - Jリーグアウォーズが行われMVP（最優秀選手賞）に小笠原満男（鹿島アントラーズ）、新人王に渡邉千真（横浜F・マリノス）を選出。
- 12月19日 - FIFAクラブワールドカップ2009の決勝戦がアラブ首長国連邦のシェイク・ザイード・スタジアムで開催され、FCバルセロナが優勝。ヨーロッパ代表の3連覇となった。バルセロナはこの優勝により年間6冠を達成。
- 12月24日 - ジュビロ磐田から戦力外通告を受けていた元日本代表の中山雅史がコンサドーレ札幌に入団。

## 国内リーグ・カップ戦優勝クラブ

### ヨーロッパ
- アイスランド
  - 〈リーグ〉ウルヴァルステイルト2009 - FHハフナルフィヨルズゥル
- アイルランド
  - 〈リーグ〉リーグ・オブ・アイルランド2009 - ボヘミアンFC
- イスラエル
  - 〈リーグ〉イスラエル・プレミアリーグ2008-09 - マッカビ・ハイファFC
- イタリア
  - 〈リーグ〉セリエA 2008-2009 - インテルナツィオナーレ・ミラノ
  - 〈リーグカップ〉コッパ・イタリア2008-09 - SSラツィオ
- イングランド
  - 〈リーグ〉プレミアリーグ2008-2009 - マンチェスター・ユナイテッドFC
  - 〈オープンカップ〉FAカップ2008-09 - チェルシーFC
  - 〈リーグカップ〉カーリング・カップ2009 - マンチェスター・ユナイテッドFC
- ウェールズ
  - 〈リーグ〉ウェルシュ・プレミアリーグ2008-09 リールFC
- ウクライナ
  - 〈リーグ〉ウクライナ・プレミアリーグ2008-09 - FCディナモ・キーウ
- エストニア
  - 〈リーグ〉メスタリリーガ2009 - FCレバディア・タリン
- オーストリア
  - 〈リーグ〉ブンデスリーガ2008-09 - レッドブル・ザルツブルク
- オランダ
  - 〈リーグ〉エールディヴィジ2008-09 - AZアルクマール
  - 〈リーグカップ〉KNVBカップ2009 - SCヘーレンフェーン
- 北アイルランド
  - 〈リーグ〉IFAプレミアシップ2008-09 - グレントランFC
- ギリシャ
  - 〈リーグ〉ギリシャ・スーパーリーグ2008-09 - オリンピアコスFC
  - 〈リーグカップ〉キペロ・エラーダス2009 - オリンピアコスFC
- クロアチア
  - 〈リーグ〉プルヴァHNL2008-09 - NKディナモ・ザグレブ
- スイス
  - 〈リーグ〉スーパーリーグ2008-09 - FCチューリッヒ
- スウェーデン
  - 〈リーグ〉アルスヴェンスカン2009 - AIKソルナ
- スコットランド
  - 〈リーグ〉スコティッシュ・プレミアリーグ2008-09 - レンジャーズFC
  - 〈リーグカップ〉スコティッシュリーグカップ2008-09 - セルティックFC
- スペイン
  - 〈リーグ〉リーガ・エスパニョーラ2008-2009 - FCバルセロナ
  - 〈リーグカップ〉コパ・デル・レイ2008-09 - FCバルセロナ
- スロバキア
  - 〈リーグ〉ツォルゴン・リーガ2008-09 - ŠKスロヴァン・ブラチスラヴァ
- セルビア
  - 〈リーグ〉セルビア・スーペルリーガ2008-09 - パルチザン・ベオグラード
- チェコ
  - 〈リーグ〉ガンブリヌス・リーガ2008-09 - SKスラヴィア・プラハ
- デンマーク
  - 〈リーグ〉デンマーク・スーペルリーガ2008-09 - FCコペンハーゲン
- ドイツ
  - 〈リーグ〉ドイツ・ブンデスリーガ2008-2009 - VfLヴォルフスブルク
  - 〈リーグカップ〉DFBポカール2009 - ヴェルダー・ブレーメン
- トルコ
  - 〈リーグ〉スュペル・リグ2008-09 - ベシクタシュJK
- ノルウェー
  - 〈リーグ〉ティッペリーガエン2009 - ローゼンボリBK
- ハンガリー
  - 〈リーグ〉ネムゼティ・バイノクシャーグI2008-09 - デブレツェニVSC
- フランス
  - 〈リーグ〉リーグ・アン2008-2009 - FCジロンダン・ボルドー
  - 〈オープンカップ〉クープ・ドゥ・フランス2009 - EAギャンガン
  - 〈リーグカップ〉クープ・ドゥ・ラ・リーグ2009 - FCジロンダン・ボルドー
- ブルガリア
  - 〈リーグ〉ブルガリアプロサッカーリーグ2008-09 - レフスキ・ソフィア
- ベルギー
  - 〈リーグ〉ジュピラー・プロ・リーグ2008-09 - スタンダール・リエージュ
- ボスニア・ヘルツェゴビナ
  - 〈リーグ〉プレミイェル・リーガ2008-09 - HŠKズリニスキ・モスタル
- ポーランド
  - 〈リーグ〉エクストラクラサ2008-09 - ヴィスワ・クラクフ
- ポルトガル
  - 〈リーグ〉リーガ・サグレス2008-09 - FCポルト
- モルドバ
  - 〈リーグ〉ディヴィジア・ナツィオナラ2008-09 - FCシェリフ・ティラスポリ
- ルーマニア
  - 〈リーグ〉リーガ1 2008-09 - FCウニレア・ウルジチェニ
- ロシア
  - 〈リーグ〉ロシア・プレミアリーグ2009 - FCルビン・カザン

### 南米
- アルゼンチン
  - 〈リーグ〉プリメーラ・ディビシオン - CAベレス・サルスフィエルド (2009クラウスーラ) / CAバンフィエルド (2009アペルトゥーラ)
- ウルグアイ
  - 〈リーグ〉プリメーラ・ディビシオン2008-09 - ナシオナル
- エクアドル
  - 〈リーグ〉セリエA2009 - デポルティーボ・キト
- コロンビア
  - 〈リーグ〉カテゴリア・プリメーラA2009 - 前期：オンセ・カルダス、後期：インデペンディエンテ・メデジン
- チリ
  - 〈リーグ〉プリメーラ・ディビシオン - 2009前期：ウニベルシダ・デ・チレ、2009後期：CSDコロコロ
- パラグアイ
  - 〈リーグ〉リーガ・パラグアージャ2009 - 前期：セロ・ポルテーニョ、後期：ナシオナル
- ブラジル
  - 〈リーグ〉カンピオナート・ブラジレイロ・セリエA 2009 - CRフラメンゴ
- ペルー
  - 〈リーグ〉プリメーラ・ディビシオン2009 - ウニベルシタリオ・デポルテス

### 北中米カリブ海
- アメリカ、カナダ
  - 〈リーグ〉メジャーリーグサッカー2009 - レアル・ソルトレイク
  - 〈オープンカップ〉USオープンカップ2009 - シアトル・サウンダーズFC
- コスタリカ
  - 〈リーグ〉プリメーラ・ディビシオン - 2008-09後期：ADムニシパル・リベリア、2009-10前期：ブルハスFC
- メキシコ
  - 〈リーグ〉プリメーラ・ディビシオン - クルブ・ウニベルシダ・ナシオナル (2009クラウスーラ) / CFモンテレイ (2009アペルトゥーラ)

### アフリカ
- アルジェリア
  - 〈リーグ〉アルジェリア・シャンピオナ・ナシオナル2008-09 - ESセティフ
- エジプト
  - 〈リーグ〉エジプト・プレミアリーグ2008-09 - アル・アハリ
- コートジボワール
  - 〈リーグ〉コートジボワール・プレミア・ディビジョン2009 - ASECミモザ
- コンゴ民主共和国
  - 〈リーグ〉リナフット2009 - TPマゼンベ
- チュニジア
  - 〈リーグ〉チュニジア・リーグ2008-09 - エスペランス・スポルティーブ・ドゥ・チュニス
- ナイジェリア
  - 〈リーグ〉ナイジェリア・プレミアリーグ2009 - バイェルサ・ユナイテッド

### アジア
- イラン
  - 〈リーグ〉イラン・プロ・リーグ2008-09 - エステグラルFC
- オーストラリア
  - 〈リーグ〉Aリーグ2008-09 - メルボルン・ビクトリーFC
- 韓国
  - 〈リーグ〉Kリーグ2009 - 全北現代モータース
  - 〈オープンカップ〉韓国FAカップ2009 - 水原三星ブルーウィングス
  - 〈リーグカップ〉ピースカップコリア2009 - 浦項スティーラース
- サウジアラビア
  - 〈リーグ〉サウジ・プロフェッショナルリーグ2008-09 - アル・イテハド
- タイ
  - 〈リーグ〉タイ・プレミアリーグ2009 - ムアントン・ユナイテッドFC
- 中国
  - 〈リーグ〉中国スーパーリーグ2009 - 北京国安足球倶楽部
- 日本
  - 〈リーグ〉J1リーグ 2009 - 鹿島アントラーズ
  - 〈オープンカップ〉第88回天皇杯 - ガンバ大阪
  - 〈リーグカップ〉2009Jリーグヤマザキナビスコカップ - FC東京
- ベトナム
  - 〈リーグ〉ベトナムサッカーリーグ2009 - ダナンFC

## クラブチームによる国際大会
パンパシフィックチャンピオンシップ2009
- 2月20日（決勝）
  -  水原三星ブルーウィングス

CONCACAFチャンピオンズリーグ2008-09
- アトランテFC（26年ぶり2回目）

| 決勝・第1戦 : 4月22日 |  | クルス・アスル 0 - 2 アトランテFC |
| 決勝・第2戦 : 5月12日 |  | アトランテFC 0 - 0 クルス・アスル |
OFCチャンピオンズリーグ2008-09
- オークランド・シティFC（3年ぶり2回目）

| 決勝・第1戦 : 4月25日 |  | コロアレFC 2 - 7 オークランド・シティFC |
| 決勝・第2戦 : 5月3日  |  | オークランド・シティFC 2 - 2 コロアレFC |
UEFAカップ 2008-09
- FCシャフタール・ドネツク（初優勝）

| 決勝 : 5月20日 |  | FCシャフタール・ドネツク 2 - 1 ヴェルダー・ブレーメン |
UEFAチャンピオンズリーグ 2008-09
- FCバルセロナ（3年ぶり3回目）

| 決勝 : 5月27日 |  | FCバルセロナ 2 - 0 マンチェスター・ユナイテッドFC |
コパ・リベルタドーレス2009
- エストゥディアンテス・デ・ラ・プラタ（39年ぶり4回目）

| 決勝・第1戦 : 7月8日  |  | エストゥディアンテス・デ・ラ・プラタ 0 - 0 クルゼイロEC |
| 決勝・第2戦 : 7月15日 |  | クルゼイロEC 1 - 2 エストゥディアンテス・デ・ラ・プラタ |
CAFチャンピオンズリーグ2009
- TPマゼンベ（41年ぶり3回目）

| 決勝・第1戦 : 11月1日 |  | ハートランドFC 2 - 1 TPマゼンベ |
| 決勝・第2戦 : 11月7日 |  | TPマゼンベ 1 - 0 ハートランド   |アウェーゴールルールによりTPマゼンベが優勝
AFCチャンピオンズリーグ2009
- 浦項スティーラース（11年ぶり3回目）

| 決勝 : 11月7日 |  | アル・イテハド 1 - 2 浦項スティーラース |
FIFAクラブワールドカップ2009
- FCバルセロナ（初優勝）

| 決勝 : 12月19日 |  | エストゥディアンテス・デ・ラ・プラタ 1 - 2 FCバルセロナ |

## ナショナルチームによる国際大会
FIFAコンフェデレーションズカップ2009
6月14日 - 6月28日（開催国 :  南アフリカ共和国）
| 決勝 : 6月28日 |  | ブラジル | 3 | - | 2 | アメリカ合衆国 | （2大会連続3回目） |

2009 CONCACAFゴールドカップ
7月3日 - 7月26日（開催国 :  アメリカ合衆国）
| 決勝 : 7月26日 |  | アメリカ合衆国 | 0 | - | 5 | メキシコ |  |

### 年代別代表
2009 FIFA U-20ワールドカップ
9月24日 - 10月16日（開催国 :  エジプト）
| 決勝 : 10月16日 |  | ガーナ | 0 | (PK4-3) | 0 | ブラジル |  |

2009 FIFA U-17ワールドカップ
10月24日 - 11月15日（開催国 :  ナイジェリア）
| 決勝 : 11月15日 |  | スイス | 1 | - | 0 | ナイジェリア |  |

## 日本

### クラブチームによる国内大会
第88回天皇杯全日本サッカー選手権大会
- 決勝 : 1月1日・国立霞ヶ丘競技場陸上競技場
  - ガンバ大阪 1 (延長) 0 柏レイソル
    - ガンバ大阪は18年ぶり2回目の優勝（前身チームを含む）。

Fリーグ 2008-09
- 2008年7月12日 - 2009年2月8日
  - 優勝 : 名古屋オーシャンズ

FUJI XEROX SUPER CUP2009
- 2月28日・国立霞ヶ丘競技場陸上競技場
  - 鹿島アントラーズ 3 - 0 ガンバ大阪
    - 鹿島アントラーズは10年ぶり3回目の優勝。

Jリーグヤマザキナビスコカップ2009
- 決勝 11月3日・国立霞ヶ丘陸上競技場
  - FC東京 2 - 0 川崎フロンターレ
    - FC東京は5年ぶり2回目の優勝。

Jリーグ 2009
- 3月7日 - 12月5日
  - ディビジョン1優勝 : 鹿島アントラーズ（3年連続7回目）

  - ディビジョン2優勝 : ベガルタ仙台

#### 女子
第30回全日本女子サッカー選手権大会
- 決勝　1月1日・国立霞ヶ丘陸上競技場
  - 日テレ・ベレーザ 4 - 1 INACレオネッサ
    - 日テレは2年連続9度目の優勝。なでしこリーグ1部との2冠達成。

第21回なでしこリーグ（2009 日本女子サッカーリーグ）
- L1 : 浦和レッドダイヤモンズ・レディース（5年ぶり2回目）
- L2 : ASエルフェン埼玉

#### 大学
第57回全日本大学サッカー選手権大会決勝（1月11日・国立霞ヶ丘競技場陸上競技場）
- 中央大学 2 - 1 筑波大学
  - 中央大学は16年ぶり8回目の優勝

第33回総理大臣杯全日本大学サッカートーナメント決勝（8月7日・長居陸上競技場）
- 福岡大学 3 - 1 高知大学
  - 福岡大学は初優勝

#### 高校・ユースクラブ
第87回全国高等学校サッカー選手権大会決勝（1月12日・国立霞ヶ丘陸上競技場）
- 広島皆実（広島） 3 - 2 鹿児島城西（鹿児島）
  - 広島皆実は初優勝、広島県勢の優勝は1967年度の山陽以来41年ぶり。

平成21年度全国高等学校総合体育大会決勝（8月8日・奈良県立橿原公苑陸上競技場）
- 前橋育英（群馬） 2 - 0 米子北（鳥取）
  - 前橋育英は初優勝

高円宮杯第20回全日本ユース(U-18)サッカー選手権大会決勝（10月12日・埼玉スタジアム2002）
- 横浜F・マリノスユース 7 - 1 ジュビロ磐田ユース
  - 横浜F・マリノスユースは初優勝

第17回Jリーグユース選手権大会決勝（12月27日・長居陸上競技場）
- FC東京U-18 2 - 0 サンフレッチェ広島ユース

### 日本代表
2010 FIFAワールドカップ・アジア予選
- 最終予選
 日本 0 - 0  オーストラリア（2月11日 :  日本・横浜国際総合競技場）
 日本 1 - 0  バーレーン（3月28日 :  日本・埼玉スタジアム2002）
 ウズベキスタン 0 - 1  日本（6月6日 :  ウズベキスタン・タシュケント, パフタコール・マルカジイ・スタジアム）
 日本 1 - 1  カタール（6月10日 :  日本・横浜国際総合競技場
 オーストラリア 2 - 1   日本（6月17日 :  オーストラリア・メルボルン, メルボルン・クリケット・グラウンド）

AFCアジアカップ2011予選
- 最終予選
 日本 2 - 1  イエメン（1月20日 :  日本・熊本県民総合運動公園陸上競技場）
 バーレーン 1 - 0  日本（1月28日 :  バーレーン・リファー, ナショナル・スタジアム）
 日本 6 - 0  香港（10月8日 :  日本・静岡市清水日本平運動公園球技場）
 香港 0 - 4  日本（11月18日 :  香港・香港スタジアム）

キリンチャレンジカップ
 日本 5 - 1  フィンランド（2月4日 :  日本・国立霞ヶ丘競技場陸上競技場）
 日本 2 - 0  スコットランド（10月10日 :  日本・横浜国際総合競技場）
 日本 5 - 0  トーゴ（10月14日 :  日本・宮城スタジアム）
キリンカップサッカー2009
 日本 4 - 0  チリ（5月27日 :  日本・長居陸上競技場）
 日本 4 - 0  ベルギー（5月31日 :  日本・国立霞ヶ丘陸上競技場）
国際親善試合
 オランダ 3 - 0  日本（9月5日 :  オランダ・エンスヘデ, デ・フロルーシュ・フェステ）
 日本 4 - 3  ガーナ（9月9日 :  オランダ・ユトレヒト, スタディオン・ハルヘンヴァールト）
 南アフリカ共和国 0 - 0  日本（11月14日 :  南アフリカ共和国・ポート・エリザベス, ネルソン・マンデラ・ベイ・スタジアム）

## 死去
カッコ内は生年
- 1月2日 -  平木隆三（1931年）
- 1月4日 -  レオ・クライシュテルス（1956年）
- 1月14日 -  アイマン・アルクルド（1975年）
- 1月24日 -  カール・コラー（1929年）
- 1月24日 -  フェルナンド・コルネホ（1969年）
- 2月12日 -  ジャコモ・ブルガレッリ（1940年）
- 3月14日 -  セザール・ルミンスキ（1924年）
- 4月3日 -  平田生雄（1950年）
- 4月23日 -  林尚義（1934年）
- 5月27日 -  アモ・ババ（1934年）
- 5月28日 -  エルコーレ・ラビッティ（1921年）
- 6月14日 -  アベル・タドル（?年）
- 7月24日 -  ジョゼ・カルロス・ダ・コスタ・アラウージョ（1962年)
- 7月30日 -  ユーリ・クルネニン（1954年）
- 7月31日 -  ボビー・ロブソン（1933年）
- 8月8日 -  ダニエル・ハルケ（1983年）
- 9月11日 -  沖野等（1959年）
- 9月19日 -  エルナン・コルドバ（1989年）
- 9月20日 -  ケン・ハフ（1928年）
- 10月1日 -  高田一美（1951年）
- 10月13日 -  オレイン・シンプソン（1983年）
- 10月22日 -  レイ・ランバート（1922年）
- 11月4日 -  スタニスワフ・フラネク（1919年）
- 11月10日 -  ロベルト・エンケ（1977年）
- 11月15日 -  アントニオ・デ・ニグリス（1978年）
- 11月18日 -  サレム・サード（1978年）
- 11月22日 -  フアン・カルロス・ムニョス（1919年）
- 11月26日 -  ニコラ・コヴァチェフ（1934年）
- 11月27日 -  ナレンダ・マン・シン（1958年?）
- 12月11日 -  村田忠男（1932年）
- 12月15日 -  アラン・アコート（1934年）
- 12月27日 -  高林隆（1931年）